# Nuottisaari (ö i Kajanaland, Kehys-Kainuu, lat 64,58, long 28,90)
Nuottisaari är en ö i Finland. Den ligger i sjön Luvanjärvi och i kommunen Hyrynsalmi i den ekonomiska regionen  Kehys-Kainuu  och landskapet Kajanaland, i den centrala delen av landet, 500 km norr om huvudstaden Helsingfors. Öns area är 1,5 hektar och dess största längd är 360 meter i öst-västlig riktning.